# ストリップサーチいたずら電話詐欺
ストリップサーチいたずら電話詐欺（ストリップサーチいたずらでんわさぎ）は、アメリカ合衆国で2004年に犯人が逮捕されるまでおよそ10年間続いた一連の事件の総称である。
犯人はレストランや食料雑貨店に電話をかけて警察官を自称し、「警察への協力行為」の名のもとに店長らを誘導、女性店員を裸にして検身(厳格な身体検査)をしたり、その他の異常な行為をするよう仕向けた。狙われた店の多くは、小さな田舎町のファストフードレストランだった。
一連の犯行は70件を数え、行われた場所も30州もの広範囲にわたっていた。最後に起こされた2004年のケンタッキー州マウントワシントンにおける犯行から、アメリカの刑務所・収容所運営会社であるコレクションズ・コーポレイション・オブ・アメリカ（以下：CCA）の従業員であったデビッド・スチュワート（当時37歳）が逮捕された
。日本では世界法廷ミステリー第6回でテレビ放送された。

## 一連の犯行（マウントワシントンでの犯行以前のもの）
犯行は、さまざまな州で次のように行われた。
警察官を名乗る男が電話をかけてきて、店長かフロア責任者と話したいという。店長らが電話口に出ると、男は警察への協力を要請し、容疑のかかった従業員がいるので、拘束して身体検査をするよう依頼する。どの従業員が疑わしいのか店長らにわかるよう、男は被疑者の身体的特徴を挙げる。
電話の大半はファーストフードレストランにかけられ、チェーン展開する食料雑貨店にかけられたケースもあった。以下は主だったケースである。
- 1992年に2件、ノースダコタ州デビルズレイク、ネバダ州ファロンのそれぞれで電話が確認される[2]。
- 2000年11月30日、ケンタッキー州リッチフィールドにあるマクドナルドの女性店長が、電話をかけてきた男の指示に従い客の前で服を脱ぐ。店長は男に、目の前の客は性犯罪の被疑者であり、囮となった彼女に客が興味を示せば、覆面警官が客を逮捕できると信じ込まされていた[2]。
- 2003年2月、ジョージア州ハインズヴィルのマクドナルドで、女性店長のもとに警察官を名乗る者から電話がかかってくる。その者は、フランチャイズ加盟店のGWDマネジメント社の営業責任者が同席していると述べた。女性店長はその者に言われるまま19歳の女性従業員を女性用トイレに連れて行き、服を脱がせて身体検査をした。さらには55歳の男性従業員に命じて女性従業員が膣内部にドラッグを隠し持っていないか調べさせた。この件で、マクドナルドとフランチャイズ加盟店のGWDマネジメント社は訴訟を起こされている。2005年アメリカ地方裁判所判事ジョン・F・ナングルはマクドナルドに対する略式判決を認め、GWDマネジメント社に対しては一部を除き認めた[3]。この判決は2006年アメリカの第11巡回控訴裁判所でも支持された（上訴は棄却された）[4]。
- 2003年1月26日、レストランのアップルビーズ・ネイバーフッド・グリル＆バーの店長補佐が、エリアマネージャーを名乗る者からコレクトコールを受けたあと、ウェイトレスに危害を加える[2]。
- 2003年6月3日、アラスカ州ジュノーのファーストフードレストランタコベルの店長が、本社と協力して薬物乱用の捜査中だと自称する者に電話で指示され、14歳の女性客の服を脱がせ、わいせつな行為を強要する。
- 2003年7月、フロリダ州パナマシティーのウィン・ディキシー食料雑貨店の36歳の店長が、電話で述べられた身体的特徴に適合すると思われた19歳のレジ係の女性を事務所へ連れて行き、服を脱がせて身体検査を行った。レジ係は服を脱ぐよう強制され、身体検査のために様々なポーズをとらされたが、他の店長が事務所へカギ束を受け取りに来たことで解放された[5]。
- 2004年3月、アリゾナ州フェニックス近くのファウンテンヒルズのタコベルで、17歳の女性客が店長に服を脱がされ身体検査をされる。店長は警察官を名乗る男から電話を受けていた[6]。

## マウントワシントンでの犯行
2004年4月9日、ケンタッキー州マウントワシントンのマクドナルドに1本の電話がかかる。店長補佐のドナ・サマーズによると、電話の主は自分を警察官「スコット巡査」と名乗り、「華奢な体つきで黒髪の若い白人」というあいまいな特徴の女性に窃盗容疑がかけられていると告げた。サマーズはその女性が当日シフトに入っていた従業員のルイーズ・オグボーンだと考えた。電話の主は、従業員への身体検査という些細な仕事に派遣できる警察官はいないため、店内で身体検査をしてほしいとサマーズへ要求。女性従業員は事務所へ連れていかれ服を脱がされた。サマーズは電話の主の指示通りに、女性従業員の服をビニール袋に入れ自分の車の中にしまった。もう一人の店長補佐であるキム・ドッケリーも電話の主によって、身体検査の立会人としてその場に居合わせる必要があると信じ込まされた。1時間後、ドッケリーはその場を離れ、サマーズは自分もカウンター業務につかねばならないと電話の主に告げた。そして、手伝いのために信頼できる誰かを呼ぶよう要求された。
サマーズの婚約者であるウォルター・ニックスが呼ばれ、サマーズから女性従業員の件を引き継いだ。警察官からの電話だと信じ込まされたニックスは、電話の主からの指示に2時間ものあいだ従い続けた。女性従業員の裸を隠していたエプロンを奪い、飛び跳ねさせたりジャンピング・ジャックス（ジャンプしながら両手を振り上げて頭上で打ち鳴らす動作）させたりした。その後ニックスは女性従業員に、身体検査のため指を膣に入れて内部を彼に見せるよう強制した。また、彼の膝の上に座りキスするよう要求。彼女が拒むと、命令に従うと彼女が誓うまで尻を叩いた。電話の主は女性従業員とも会話し、指示に従わなければさらにひどい罰を受けねばならないと脅した。女性従業員はこのときのことを「あの恐怖は一生忘れることはできない」と述べている。
女性従業員は、2時間半ものあいだ事務所に閉じ込められたのち、ニックスにオーラルセックスを行うよう強要された。
電話の主は、サマーズがときどき事務所に戻る際は、エプロンで裸を隠すよう女性従業員に命じた。状況に動揺しはじめたニックスは、電話の主に席を離れることを許可される。サマーズはニックスの代替となる者を見つけるよう指示された。その場を離れたニックスは友人に「とんでもなく悪いことをしてしまった」と電話をかけている。
店が混雑する夕食時となり従業員に余裕がなくなってきたため、ニックスに代わる人間が必要となった。サマーズは、ちょうどデザートを食べようと店に立ち寄ったトーマス・シムズ（店舗メンテナンス担当）をロビーで発見する。彼女はシムズへ、事務所で女性従業員を見張るよう指示するが、シムズは電話の主の命令を拒んだ。これをきっかけにサマーズは疑念を抱きはじめ、店長への電話連絡を思い立つ。電話の主は、店舗および店長と同時に通話していると語っていたからである。サマーズは店長との電話のやり取りから、仮眠をとっていた店長が警察官と会話しておらず、これがいたずら電話だと認識した。その直後電話は切れ、別の者からの電話がかかる前に、従業員の一人が「*69」をダイヤルし、「スコット巡査」と名乗った人物の電話番号を調べた。サマーズは事の次第に気づき青ざめ、謝罪しながら女性従業員を解放した（ぶるぶると震えており、すぐさま非常用毛布で包まれた）。無実の罪による拘束後、3時間半が経過していた。警察への通報によって、ニックスは性的暴行の容疑で逮捕され、電話の主を探すための捜査が始まった。
事務所設置の監視カメラには出来事のすべてが記録されていた。事件当日の夜、記録された映像を観たサマーズは、弁護士の助言に従い、ニックスとの婚約を解消した。

### 捜査と刑事裁判
当初この電話は、店舗と交番の両方を見渡して警察官の行動を把握できる、店舗近くの公衆電話からかけられたとされたが、のちにフロリダ州パナマシティのスーパーマーケットにある公衆電話からの発信だと判明。
マウントワシントン署はシンプルな単語をネット検索することで、当該事件がおよそ10年続く一連の犯行における最新の一つであることを即座に突き止めた。また、一連の犯行の中で電話の発信地と着信地との距離がもっとも遠く、犯行時間はもっとも長く、もっとも多くの人間を巻き込んでいたことも分かった。
電話の発信はAT&Tのテレフォンカードが使われており、当該カードをもっとも扱っていた店舗はウォルマートだった。捜査員らはパナマシティ署と連絡を取り、マサチューセッツ州のフラハティという探偵がボストン地区のレストランにかけられた電話に関してすでに調査を進めていることを聞く。彼はパナマシティの地元にあるウォルマートの監視カメラの映像を入手済みであるという。フラハティの協力により、捜査員はマウントワシントンの件で使用されたテレフォンカードのシリアルナンバーを突き止めた。それがマサチューセッツ州の件で使われたカードとは別のウォルマート店舗で購入されたことを知る。当該店舗のレジに残された記録から、テレフォンカードの購入時刻が判明し、警察は監視カメラの映像を押収。マサチューセッツ州の事件では、監視カメラがレジではなく駐車場に向いていたため捜査が途中で止まってしまったが、マウントワシントンでの事件で使用されたカードの購入店舗では、監視カメラがレジに向けられていた。
その映像には民間刑務所・収容所運営会社であるCCAの刑務官の制服を着た男がテレフォンカードを購入するさまが映っていた。二つのウォルマートで撮られた動画・静止画を見比べると、マサチューセッツ州の事件で使用されたカードを扱うウォルマートでも、同じ男がカードを購入する時間より以前から店内へ滞在していたことが分かった。警察はこの映像を容疑者の前面・背面姿のモンタージュ写真に加工し、CCAの人事部に照会したところ、デビッド・R・スチュワートという妻と5人の子を持つ男だと判明した。
スチュワートは、警察の取り調べに対してテレフォンカードの購入を否定したが、捜査官はスチュワート宅から1枚のカードを押収していた。そのカードを使い9件のレストランへ電話をかけていたこと、その中には店長がだまされたアイダホフォールズのバーガーキングも含まれていたことが分かった。また各市警への何十もの願書、何百もの警察関連雑誌・警官を模したコスチューム・ピストルやそのケースも押収され、容疑者は警官になること、あるいは警官になっている自分を想像しながら犯行に及んだのではないかと推測された。
逮捕後、スチュワートは警察官をかたった罪と男性同士の性交をそそのかした罪でケンタッキー州に移送されるが、有罪判決は受けなかった。検察と弁護側双方が、犯罪への関与を示す直接的な証拠がないため法的判断ができないと主張したからである。

### 事件の余波
サマーズは事件後すぐにニックスとの関係を解消した。そして会社の内規（社員でない者を事務所に入れる、人の服を脱がせて身体検査を行う）を破ったとしてマクドナルドに解雇された。ドッケリーは配置転換された。
ニックスは犯罪に加担したことを悔い、スチュワートの裁判で証言することを条件に、2006年2月性的暴行その他の罪で刑に服した。被害者を殴ったのは彼であり、性犯罪にも関与したため、懲役5年の判決であった。サマーズは自らが行った監禁罪と軽犯罪に関してアルフォード・プリー司法取引を行い、1年の執行猶予を受けた。サマーズは性犯罪には関与していないと判断された。
被害者は暴行を受けたトラウマによるストレスでうつを発症し、抗うつ剤の処方を含む治療を受けた。ルイビル大学で医学部予科生になるという長年の夢も諦めねばならなかった。彼女は暴行後「自分が汚れていると感じ」て「誰も近づけることができない」ため、友達作りや交流ができなくなったとABCニュースのインタビューにて語った。
警察はスチュワート逮捕後、一連のいたずら電話は止んだと発表。現在、スチュワートはいくつもの州で一連の事件の容疑をかけられている。
マウントワシントンの事件から3年後、被害者は治療を受けながら、彼女を苦痛から守ることを怠ったとしてマクドナルドに対し2億ドルの賠償を求める裁判を起こした。マクドナルドはマウントワシントンの事件より少なくとも2年前から、ケンタッキー州以外の4つの州で起きた同様の事件に関連する訴訟を起こされていた。つまり、いたずら電話がかかってくる可能性やその危険性を認識していたにもかかわらず、セキュリティ責任者が上層部へ進言するなど適切な対応策を講じなかった、というのが彼女の主張であった。サマーズも同様に、マクドナルドが他店舗で発生していたいたずら電話に関する情報を彼女に伝えなかったとして、5000万ドルの賠償を求める裁判を起こした。
マクドナルドの主張は以下の4点である。(1)サマーズは「人の服を脱がせて身体検査をしてはならない」という内規に違反しており、雇用範囲外であるため、彼女のいかなる行動に対してもマクドナルドは責任を負わない。(2)労働者災害補償法は、被用者が雇用者を訴えることを禁じている。(3)実際に犯罪を行ったのはニックスであり、彼はマクドナルドの社員ではない。(4)被害者が逃げ出さなかったのはおかしい。
民事訴訟は2007年9月11日に始まり、10月5日に結審した。陪審は、マクドナルドが被害者に対して懲罰的賠償金として500万ドル、損害その他費用の賠償として110万ドル支払うことを命じた。サマーズへは、懲罰的賠償金として100万ドル、損害賠償として10万ドルを支払うよう命じた。陪審は、被害者が受けた暴行の責任を、マクドナルドと電話の主とで半々に負うべきとした。マクドナルドとその弁護団はトライアル（公開法廷審理）に必要となる証拠を保存するよう義務付けられた。
2008年11月、原告の弁護士費用である240万ドルの支払いもマクドナルドに命じた。2009年11月20日、ケンタッキー州上訴裁判所はサマーズが受け取る懲罰的賠償金を40万ドルに減額したほかは、陪審判決を支持した。マクドナルドはケンタッキー州最高裁に上訴し、審理係属中の2010年、被害者は懲罰的賠償金の請求を取り下げ、110万ドルを受け取ることでマクドナルドと和解した。
判決後のマクドナルドは、いたずら電話を察知したり、従業員の権利を守る行動がとれるよう、トレーニングプログラムを受けるよう店長へ指導している。こうしたトレーニングはこれまでも行っていたが、事件に巻き込まれた2人の店長ならびに部下である3人の従業員はその内容をうまく思い出せずにいたという。

## メディアにおける描写
一連の事件は『LAW & ORDER:性犯罪特捜班』でのエピソードの元となり、ロビン・ウィリアムズが電話の主を演じた。同作では、人間が権威者に従ってしまう過程をみるミルグラム実験にちなみ、「ミルグラム巡査」を名乗っている。また2007年・2008年公開の短編映画『Plainview』、サンダンス映画祭でプレミア上映された、クレイグ・ゾベル監督による『コンプライアンス 服従の心理』（2012年公開）の元にもなった。
2022年にはNetflixにてこの事件のドキュメンタリーシリーズ「その電話に出るな」が公開された。